# Sonny Anderson
Sonny Anderson da Silva Nilmar (Goiatuba, 1970. szeptember 19. –) brazil labdarúgó. Az Olympique de Marseille, az AS Monaco, az FC Barcelona és az Olympique Lyonnais csatára volt, ahol a klub "legendájává" vált. Őt tekintik az Olympique Lyonnaisnál a "brazil kapcsolatok" alapjának. Sonny Anderson arról vált híressé, hogy a sportszárát a térde fölé húzva viselte, ami Thierry Henryt is erre inspirálta: Henry az ő tiszteletére csinálja ezt.
Jelenleg az Olympique Lyonnaisnál a csatárok edzője.

## Díjai
A gólkirálya volt az Axpo Super Leaguenek 1993-ban, a Francia Ligue 1-nek 1996-ban, 2000-ben és 2001-ben, valamint a Katari bajnokságnak 2005-ben.
- Ligue 1 bajnok 1997-ben az AS Monacoval, 2002 és 2003 a Lyonnal.
- Trophée des champions (Francia Szuperkupa) győztes 2002-ben a Lyonnal.
- Coupe de la Ligue (Francia Ligakupa) győztes 2001-ben a Lyonnal.
- Brazil bajnok 1989-ben a Vasco da Gamaval.
- Svájci bajnok 1994-ben a Servettetel.
- La Liga bajnok 1998-ban és 1999-ben a Barcelonaval.
- Copa del Rey (Spanyol Kupa) győztes 1998-ban a Barcelonaval.

## Külső hivatkozások
- A nap játékosa: Sonny Anderson (Olympique Lyon) (magyarul)
- Sonny Anderson profilja (angolul)
- Sonny Anderson visszavonult a hivatásos labdarúgástól (angolul)